# Savonnerie du Midi
La Savonnerie du Midi est fondée en 1894 à Marseille. Elle produit du savon de Marseille. C'est une division de la Compagnie du Midi (siège social à Le Broc).

## Historique
Trois marques (produits) existaient à la création de la savonnerie : Aubépine, Aigle Blanc et La Corvette. Les deux premières ont perduré jusqu’à la fin des années 1980. La troisième, La Corvette, est toujours distribuée à ce jour par la société.
En 1994, la savonnerie est en difficulté et attend un repreneur. Le groupe Chimitex (aujourd'hui la compagnie du Midi) rachète la savonnerie.
En 2011, la Savonnerie du Midi a fondé, avec trois autres savonneries (la savonnerie du Fer-à-cheval, le sérail, La Savonnerie Marius Fabre), l'Union des Professionnels du Savon de Marseille (UPSM) qui défend un savon de Marseille fait dans la région de Marseille, avec un procédé respectueux de la tradition : une saponification en chaudrons et uniquement avec des huiles végétales[pertinence contestée]. 
Depuis 2013, l’entreprise est gérée par le groupe Prodef, entreprise française de produits d’hygiène et d’entretien, qui a racheté la compagnie du Midi. Le groupe procède à d'importants de travaux de rénovation dans la savonnerie,.
Elle est l'une des dernières fabriques utilisant les procédés traditionnels, dans la région marseillaise.
En 2015, la Savonnerie du Midi compte une vingtaine de salariés, répartis dans trois ateliers de fabrication[réf. souhaitée].
En 2018, les travaux prennent fin et la Savonnerie du Midi ouvre son site au public avec son Musée du Savon de Marseille, sa boutique d'usine et un parcours de visite d'usine.
En 2020 la Savonnerie du Midi reçoit le label Entreprise du Patrimoine Vivant. Ce prix créé en 2005 et décerné par le Ministère de l’Economie et des Finances distingue les entreprises françaises qui font perdurer les savoir-faire traditionnels d’excellence.[réf. nécessaire]

## Produits
Les trois marques distribuées par la Savonnerie du Midi sont :
- La Corvette qui propose des produits authentiques pour le soin du corps et pour l’entretien de la maison
- Maître Savon de Marseille qui commercialise des savons de Marseille, savons liquides et produits pour la maison et pour le linge, disponibles en grandes surfaces.
- Soins d'Orient qui propose une ligne de produit inspirée de l'Orient avec notamment du savon d'Alep.